# Thorame-Basse
Thorame-Basse ist eine französische Gemeinde mit 208 Einwohnern (Stand 1. Januar 2022) im Département Alpes-de-Haute-Provence in der Region Provence-Alpes-Côte d’Azur. Sie gehört zum Kanton Castellane im Arrondissement Castellane.
Die angrenzenden Gemeinden sind: Prads-Haute-Bléone im Nordwesten, Villars-Colmars im Nordosten, Thorame-Haute im Osten, La Mure-Argens im Südosten, Saint-André-les-Alpes im Süden, Lambruisse im Südwesten sowie Tartonne und Draix im Westen.

## Bevölkerungsentwicklung
| Jahr      | 1962 | 1968 | 1975 | 1982 | 1990 | 1999 | 2008 | 2014 |
| --------- | ---- | ---- | ---- | ---- | ---- | ---- | ---- | ---- |
| Einwohner | 187  | 164  | 134  | 129  | 146  | 151  | 202  | 220  |